# Oh Seung-ah
Oh Se-mi (hangul: 오세미; hanja: 哦塞米; Seul, 13 de setembro de 1988), mais conhecida por seu nome artístico Oh Seung-ah (hangul: 오승아; hanja: 哦丞芽), ou apenas Seungah, é uma cantora e atriz sul-coreana. Realizou sua estreia no cenário musical em novembro de 2009 no grupo feminino Rainbow. Iniciou sua carreira de atriz através de uma participação na série de televisão Big Thing. Desde então, participou de diversas séries, incluindo 88 Street (2016), A Sea of The Woman (2017) e Secrets And Lies (2017).

## Início da vida
Seungah nasceu em 13 de setembro de 1988 em Seul, Coreia do Sul. Ela frequentou a Universidade Sang Myung.

## Carreira

### 2009–13: Início de carreira e Rainbow Pixie
Hyunyoung foi formalmente revelada como integrante do grupo feminino Rainbow através de teasers lançados pela DSP Media. O grupo lançou seu primeiro single, intitulado "Gossip Girl", em 6 de novembro de 2009. Dias depois, o extended play de estreia do grupo, Gossip Girl, foi lançado. A apresentação de estreia do grupo foi televisionada pelo Show! Music Core, em 12 de novembro. No ano seguinte, fez sua estreia como atriz através de uma aparição especial no quinto episódio na série de televisão Big Thing com suas colegas de grupo. No mesmo ano, apareceu no filme Heartbeat.
Em janeiro de 2012, foi anunciado que, juntamente de Jisook e  Hyunyoung, Seungah iria integrar a primeira subunidade oficial do Rainbow, chamada Rainbow Pixie. Sua estreia ocorreu em 12 de janeiro com o single "Hoi Hoi" (호이 호이)". Em 2013, realizou uma aparição no primeiro episódio da série Play Guide, transmitida pela TVN.

### 2014–presente: Rainbow Blaxx e atuações
Em janeiro de 2014, a DSP Media anunciou que Seungah iria estrear na nova subunidade do Rainbow, chamada Rainbow Blaxx. O grupo realizou sua estreia em 20 de janeiro com o lançamento do extended play RB Blaxx. Em 4 de abril, estreou Couple Clinic Love And War: Especial Idol 2, série de televisão protagonizada por Seungah, ao lado de Lee Min-hyuk e Kang Tae-oh.
Em 2015, realizou uma aparição especial no vigésimo episódio da série Pinocchio. No mesmo ano, protagonizou 88 Street ao lado de Choi Jong-hoon. Em 27 de outubro de 2016, a DSP Media anunciou o fim de Rainbow, grupo que Seungah fez parte por mais de sete anos. Ela então assinou um contrato com a agência de atuação GNG Production. Em 2017, Seungah estrelou a série de televisão da KBS, A Sea of Her Own, transmitido de 27 de fevereiro a 11 de agosto de 2017. No ano seguinte, estrelou a série Secrets And Lies, que estreou em 22 de junho de 2018 pela MBC.

## Filmografia

### Séries de televisão
| Ano  | Título                                       | Emissora      | Papel           | Notas                         |
| ---- | -------------------------------------------- | ------------- | --------------- | ----------------------------- |
| 2010 | Big Thing / Dae Mul                          | MBC           | ela mesma       | Aparição especial com Rainbow |
| 2013 | Play Guide                                   | tvN           | Oh Seung-ah     | Aparição especial (ep. 5)     |
| 2014 | Clinic Couples Love And War: Especial Idol 2 | KBS2          | Sooyoung        | Papel principal               |
| 2015 | Pinocchio                                    | SBS           | ela mesma       | Aparição especial (ep. 20)    |
| 2016 | 88 Street                                    | Naver TV Cast | Somi            | Papel principal               |
| 2017 | A Sea of The Woman                           | KBS2          | Yoon Soo-rin    | Papel principal               |
| 2017 | Secrets And Lies                             | MBC           | Shin Hwa-kyung  | Papel principal               |
| 2021 | The Second Husband                           | MBC           | Yoon Jae-kyeong | Papel principal               |

## Prêmios e indicações
| Ano  | Prêmio                | Categoria                                  | Trabalho nomeado   | Resultado |
| ---- | --------------------- | ------------------------------------------ | ------------------ | --------- |
| 2017 | 2017 KBS Drama Awards | Excellence Award, Actress in a Daily Drama | A Sea of The Woman | Indicado  |